# Slovinská armáda
Slovinská armáda je pozemní složka ozbrojených sil Slovinska.  

## Historie

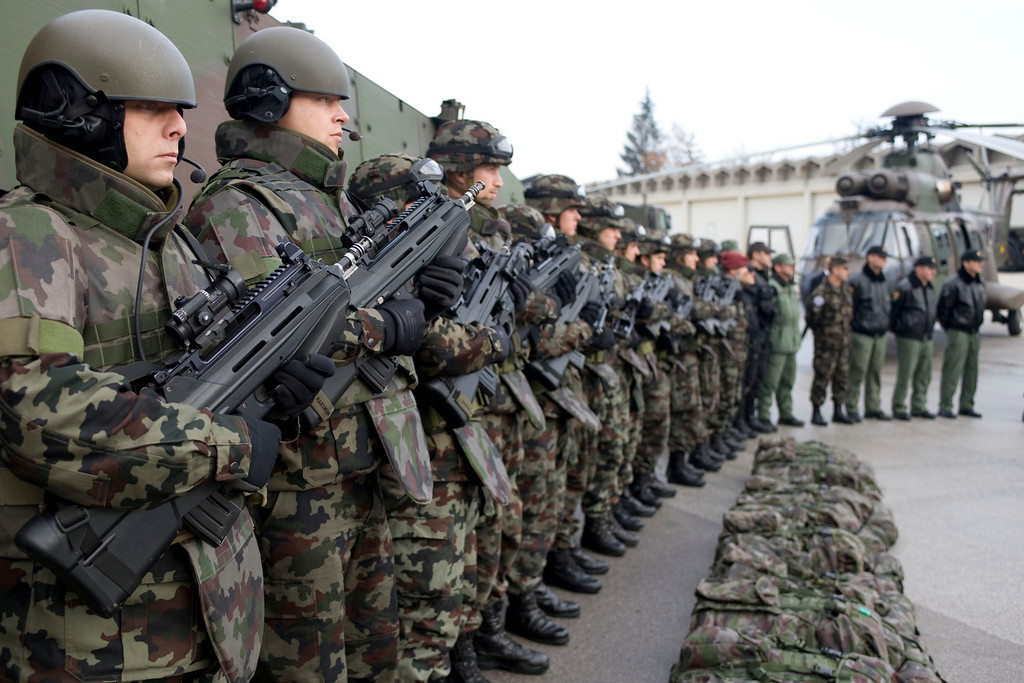
Vojáci slovinské armády

Současné slovinské ozbrojené síly přímo navazují na sbory Teritoriální obrany Republiky Slovinsko (Teritorialna Obramba Republike Slovenije; TORS), která vznikla v roce 1968 jakožto jednotky polovojenského charakteru doplňující pravidelné útvary Jugoslávské lidové armády na území Slovinska. Hlavním cílem TORS byla podpora Jugoslávské lidové armády a vedení partyzánských operací v případě invaze. 
Když 25. června 1991 vyhlásilo Slovinsko nezávislost na Jugoslávii, TORS a slovinská policie tvořily většinu sil, které zasahovaly do bojů s Jugoslávskou lidovou armádou během desetidenní války. Slovinské ozbrojené síly byly formálně založeny v roce 1993 jako reorganizace TORS.
Současným (2022) náčelníkem generálního štábu je generálmajor Robert Glavaš, v aktivní službě se nachází cca 6260 vojáků a dalších téměř 800 je v záloze.